# María José Ferrer San Segundo

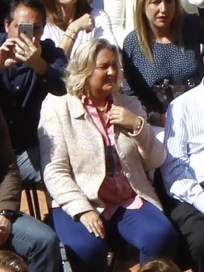
María José Ferrer San Segundo en el Acto de presentación de la candidatura de Alberto Fabra a la Generalitat Valenciana para las elecciones autonómicas y municipales

María José Ferrer San-Segundo (Valencia, 6 de marzo de 1962), Doctora en Derecho y Licenciada en Ciencias Políticas y de la Administración, es una abogada y política española, profesora de universidad, jurista y politóloga, músico, contertulia y columnista. Diputada en las Cortes Valencianas integrada en el grupo parlamentario popular entre 2015 y 2019  (IX legislatura). De 2019 a 2023 ha sido Concejal y Portavoz Adjunta del Grupo Popular en el Ayuntamiento de Valencia. Tras ganar el PP las elecciones municipales del 28 de mayo de 2023, forma parte de su gobierno como Primera Teniente de Alcalde y Concejal de Hacienda del Ayuntamiento de Valencia.

## Biografía
Nacida el 6 de marzo de 1962 en Valencia, comenzó a estudiar Música a los 6 años, y ha sido violinista de la Orquesta del Conservatorio Superior de Música de Valencia, y de la Joven Orquesta de Cámara de España para la que fue seleccionada a los 17 años. Además del violín, toca otros instrumentos como el piano o la guitarra, y se preparaba para dedicarse profesionalmente a la Música, mientras seguía formándose en otras disciplinas. 
Licenciada en Derecho por la Universidad de Valencia en 1985, es así mismo Doctora en Derecho, con la máxima calificación de sobresaliente cum laude, por la misma Universidad, desde 1998, con la Tesis La obligación negativa, sobre la que tiene publicado Libro monográfico, prologado por el que fue Catedrático de Derecho Civil y Magistrado del Tribunal Supremo Vicente Luis Montés Penadés; así como un reconocido artículo doctrinal, dentro del Libro-Homenaje a este insigne jurista que fue su Maestro, en el que Ferrer San Segundo propone y desarrolla una nueva perspectiva científica sobre “La mora en las obligaciones negativas”.
Es también Licenciada en Ciencias Políticas y de la Administración por la Universidad Miguel Hernández de Elche (2011), habiendo participado entre los autores de los “Comentarios al Estatuto de Autonomía de la Comunidad Valenciana”, publicados por el Consell Jurídic Consultiu. 
Desde 1985 ha ejercido como Abogada experta en Derecho Civil, materia que, además, ha venido impartiendo como Profesora Asociada en la Universidad de Valencia desde que tenía 25 años, entre 1988 y 2015, así como en la Universidad CEU-Cardenal Herrera y otras, con asignaturas como Derecho de Obligaciones y Contratos, Derechos Reales e Hipotecario, Derecho de Familia, Derecho de Sucesiones, Derecho de Daños, Derecho de la Edificación y del Régimen Jurídico del Espacio Habitable, Derecho de Consumo, Derecho del Medio Ambiente, Conceptos Jurídicos Fundamentales para las Ciencias de la Información, Derecho Civil Valenciano o Ejercicio de la Abogacía y Deontología Profesional. Es además docente en Másters y estudios de posgrado, por su condición de Doctora. 
Ha sido sido vocal de la Comisión de Codificación Civil Valenciana, labor por la que recibió la Medalla de la Generalitat Valenciana; Árbitro del Tribunal Arbitral de Valencia y también de la Corte de Arbitraje y Mediación de la Cámara de Valencia, con formación tanto en Mediación Civil-Mercantil como Concursal; y Diputada en la Junta de Gobierno del Ilustre Colegio de Abogados de Valencia, a lo que renunció en 2015 tras ser incluida en las listas autonómicas a las Cortes Valencianas.
 
De 2013 a 2015 fue secretaria del Patronato de la Fundación Bancaja y entre 2010-2012 Comisaria General para la Conmemoración en la Comunidad Valenciana del Bicentenario de la Constitución Española de 1812. 
Como analista política y politóloga ha sido columnista habitual en los diarios El Mundo, ABC o Valencia Plaza, además de escribir ocasionalmente en otros medios. También ha participado como moderadora y presentadora de debates políticos, en programas como Parlem Clar de Canal 9 o “Ágora. Entre Mujeres” de Canal7-Televalencia, del que fue directora-conductora. Ha sido asimismo contertulia habitual en radios como “Onda 0”, “Radio 9”,  “CV Radio 95.4”, “99.9 Plaza Radio”, “esRadio” o “RadioIntereconomía” entre otros, y programas de televisión como "La Marimorena" o “El Cascabel” de 13TV, "El Faro" de La Ocho-Mediterráneo TV, "VLC/CV-En Directe" o “Raonem” de Levante TV, “Bon Día Comunitat Valenciana” o “Matí matí” de Canal 9, o el citado "Ágora,Entre Mujeres” de Canal7.
Respecto al ámbito político, en las elecciones generales españolas de 1986, con 24 años, fue candidata al Congreso de los Diputados por el liberal Partido Reformista Democrático (PRD) del que era Secretaria General en la ciudad de Valencia. Dedicada durante tres décadas a la actividad profesional de la abogacía y a la académica como profesora universitaria, no había vuelto a participar activamente en política hasta que en 2015 recibió la propuesta de integrarse, inicialmente como independiente por su trayectoria  profesional y notoriedad en la sociedad civil, en la candidatura autonómica del Partido Popular para las elecciones a las Cortes Valencianas de 2015, tras las que resultó elegida Diputada, siendo la  Portavoz de Justicia del Grupo Parlamentario Popular durante la IX Legislatura entre 2015 y 2019. 
Tras las elecciones municipales de mayo de 2019, en que concurrió como número 2 de la candidatura ‘popular’ al Ayuntamiento de Valencia, obtuvo acta de Concejal y ejerció como Portavoz Adjunta, siendo nombrada Coordinadora General del Partido Popular en la ciudad de Valencia.  Desde 2016 es miembro del Comité Ejecutivo Autonómico del PPCV, habiendo sido Secretaria del área de Justicia, hasta el Congreso celebrado en julio de 2021 en que ha sido integrada en el Comité de Dirección Autonómico como Vicesecretaria de Territorio, Comunitat y Cultura.
Tras ganar el PP las elecciones municipales del 28 de mayo de 2023, forma parte de su gobierno como Primera Teniente de Alcalde y Concejal de Hacienda del Ayuntamiento de Valencia.